# Parkdeck Gessnerallee
Das Parkdeck Gessnerallee war ein offenes zweistöckiges Parkhaus über der Sihl, das durch das Parkhaus Gessnerallee ersetzt wurde und 2004 abgebrochen wurde. Das Parkhaus wurde vor den City Parkhaus AG betrieben, die auch die Betreiberin des neuen Parkhauses an der Gessnerallee ist.
Das Parkhaus lag vor der Sihlpost zwischen der Gessnerbrücke und der Postbrücke. Um den Abfluss der Sihl nicht zu beeinträchtigen, wurden die Pylonen auf dem Damm zwischen Sihl und Schanzengraben fundiert und die Parkdecks ähnlich einer Schrägseilbrücke daran aufgehängt. Die Konstruktion war blau gestrichen. Die beiden Decks boten zusammen 346 Parkplätze.